# L'Équipée sauvage
Pour plus de détails, voir Fiche technique et Distribution.
L'Équipée sauvage (titre original : The Wild One) est un film américain réalisé par László Benedek, sorti en 1953. Le film est célèbre pour la prestation de Marlon Brando en chef d’une bande de motards, devenant l’icône du rebelle.

## Synopsis
Les rebelles noirs, menés par Johnny Strabler (Marlon Brando), une quarantaine de jeunes gens vêtus de blousons de cuirs marqués d'une tête de mort, arrivent à  moto à une course de motos. Ils envahissent la piste, sèment la pagaille, se voient finalement intimer l'ordre de quitter les lieux, non sans avoir volé un prix. Ils disparaissent jusqu'à la petite ville voisine, dans laquelle leur arrivée pétaradante fait grande impression.
Parmi les badauds, une serveuse de bar Kathie Bleeker (Mary Murphy), à la fois gracieuse et candide, que Johnny remarque. La suivant dans son café-bar, il commande une bière, ne respectant aucune convention, après un accident ayant failli provoquer le premier incident avec le policier du comté. Brando éblouit l'innocente avec le trophée volé un peu plus tôt. Une autre bande, menée par Chino (Lee Marvin) débarque en ville, reprend le trophée trônant sur la moto de Johnny et la bagarre inévitable éclate ; l'autorité de Brando s'affirme par sa victoire dans la rixe entre les deux meneurs. Les vaincus pactisent alors, pour le pire car dès lors la petite ville tranquille va subir exactions après détériorations, alcool aidant. Marlon Brando sauve ainsi l'innocente serveuse, Kathie, des mains de la bande rivale, s'échappant avec elle à moto pour une balade nocturne qui tournera pour elle à la découverte de la liberté de la route autant que sentimentale. Mais Johnny, comme tous les autres, méprise l'autorité policière. Un incident plus grave se produit où le shérif, quelque peu dépassé, n'ose pas intervenir. Il y aura un mort. Johnny étant le chef incontestable et ayant été vu par un pur hasard à proximité, c'est lui qui est arrêté et passé à tabac.
La fin heureuse consiste en l'aveu de témoignage incomplet de la part de deux témoins à charge, la sortie de cellule de Johnny que vient tenter d'aider la jolie serveuse, la froideur apparente du héros et le départ de la ville de tous les fauteurs de trouble, avec interdiction de remettre les pieds dans le comté. Un retour de Johnny, seul, toujours aussi froid, mais laissant finalement le trophée à la serveuse qui, réjouie, voit enfin le héros esquisser un sourire, clôt le film.

## Fiche technique
- Titre français : L'Equipée sauvage
- Titre original : The Wild One
- Réalisation : László Benedek
- Scénario : John Paxton et Ben Maddow, d'après une histoire de Frank Rooney The Cyclist
- Musique : Leith Stevens
- Photographie : Hal Mohr
- Décors : Walter Holscher (en)
- Montage : Al Clark
- Pays de production :  États-Unis
- Producteur : Stanley Kramer
- Société de production : Stanley Kramer Productions
- Distributeur : Columbia Pictures
- Format : noir et blanc - 1.33:1 - Son monophonique - 35 mm
- Genre : Film dramatique
- Durée : 75 minutes
- Dates de sortie : 
  - États-Unis : 30 décembre 1953
  - France : 14 avril 1954
  - Allemagne  :14 janvier 1955
- Affiche : Constantin Belinsky (France)

## Distribution
- Marlon Brando (VF : Hubert Noël) : John "Johnny" Strabler
- Mary Murphy (VF : Sophie Leclair) : Kathie Bleeker
- Robert Keith (VF : Roger Tréville) : Harry Bleeker
- Lee Marvin (VF : Marcel Bozzuffi) : Chino
- Jay C. Flippen (VF : Pierre Morin) : Le shérif Singer
- William Vedder (VF : Paul Villé) : Jimmy
- Hugh Sanders (VF : Jean Violette) : Charlie Thomas
- Will Wright (VF : Georges Hubert) : Art Kleiner
- Peggy Maley (en) (VF : Paule Emanuele) : Mildred
- Ray Teal (VF : André Bervil) : Oncle Frank Bleeker
- Yvonne Doughty (de) (VF : Jacqueline Ferrière) : Britches
- Keith Clarke (VF : Serge Sauvion) : Gringo
- Darren Dublin (VF : Alain Bouvette) : Dinky
- John Tarengelo (VF : Robert Le Béal) : Red
- Robert Osterloh (VF : Michel Roux) : Ben
- Jerry Paris (VF : Jacques Thébault) : Dextro
- Harry Landers (VF : René Arrieu) : Gogo
- Eve March (VF : Lita Recio) : Dorothy
- John Brown (en) (VF : Jean Claudio) : Bill Hamegan

Acteurs non crédités :
- Timothy Carey : Premier homme de main de Chino
- Sam Gilman : Shérif-adjoint
- Pepe Hern : un membre de la bande à Chino
- Bill Hickman (en) : cascadeur

## Genèse du film
Le scénario est inspiré d'affrontements entre motards (dont certains font partie d'anciens équipages de bombardiers américains durant la guerre et cherchent à retrouver des émotions fortes) s'étant déroulés à Hollister en 1947 où 4 000 motards hors-la-loi déferlent sur la petite ville californienne.

## Réception
À sa sortie aux États-Unis, le film fait scandale. La censure américaine fait remonter le film en lui enlevant vingt minutes. En Europe, il est censuré dans certains pays pendant des années. Ce film contribua à donner aux motards une image de voyous. De plus, la marque Triumph bénéficia de l'image de Brando pour son développement aux États-Unis .

## Brando: icône du rebelle
Avec ce film, il rend célèbres le jeans et le blouson de cuir Perfecto. Dans ce film, il exprime toute la révolte d'une génération en devenant Johnny, un motard rebelle sur sa propre moto Triumph Thunderbird 6T qui prend d'assaut une petite ville avec sa bande de jeunes bruyants. Encore une fois, son interprétation a un grand retentissement. Le film et le jeu d'acteur de Brando ne sont pas aussi extraordinaires que dans Un tramway nommé Désir mais c'est le personnage qu'il joue à l'écran (celui de Johnny) qui lance une mode et a un impact considérable sur la « culture rock ». En effet, James Dean voudra la même moto que celle du film, en témoigne la photo d'Elvis Presley mimant à la perfection la posture de Brando sur sa Triumph. Les images de Brando posant avec sa moto deviendront emblématiques et seront la base du mannequin de cire au Musée de Madame Tussauds à Londres.

## Autour du film
- Ce film a inspiré à Jean Dréjac le texte de la célèbre chanson L'Homme à la moto destinée à Édith Piaf. Adaptation française par Jean Dréjac du rock américain Black Denim Trousers and Motorcycle Boots de Jerry Leiber & Mike Stoller (1956).
- Le groupe de rock américain Black Rebel Motorcycle Club tire son nom du gang de motards mené par le personnage de Marlon Brando dans le film.
- Dans une scène, on entend la phrase « Tu as manqué aux Beetles ». Pendant de nombreuses années, on y trouvera une explication selon laquelle cette phrase aurait inspiré John Lennon pour trouver un nom à son groupe de musique. Tout d'abord : The Silver Beetles, puis il aurait enlevé le « Silver » et remplacé « Beetles » par « Beatles » pour The Beatles. Cependant, la sortie retardée du film en Angleterre ne coïncide pas avec la date de création du groupe[réf. souhaitée].